# Бартоломеус Кевенхюлер
Бартоломеус Кевенхюлер (на немски: Bartholomäus (Bartlmä) Khevenhüller; * 22 август 1539, Филах; † 16 август 1613, Шпитал на Драва) от род Кевенхюлер, е фрайхер на Ландскрон (до Филах) и Вернберг в Каринтия, издигнат на имперски граф Кевенхюлер цу Франкенбург в Горна Австрия на 19 юли 1593 г., дипломат, губернатор на Каринтия.

## Живот
Той е вторият син на фрайхер Кристоф Кевенхюлер-Айхелберг (1503 – 1557), ландес-хауптман на Каринтия, и първата му съпруга богатата наследничка Елизабет Мансдорфер (1519 -1541), дъщеря на търговеца от Шпитал Ханс Мансдорфер и Урсула фон Росег. Баща му се жени втори път на 1 юни 1545 г. в „Ст. Файт“ в Каринтия за Анна Мария фон Велц († 1564). Брат му Ханс фон Кевенхюлер-Франкенбург (1538 – 1606) е фрайхер на Айхелбург в Каринтия, от 1593 г. имперски граф на Франкенбург, императорски пратеник и посланик в испанския двор. Полубрат му Мориц Кристоф Кевенхюлер (1549 – 1596) е господар на Патерниан и Зомерег, женен на 4 март 1576 г. в Грац за графиня Сибила фон Монфор († 1609), дъщеря на граф Якоб I фон Монфор-Пфанберг († 1572) и Катарина Фугер фон Кирхберг (1532 – 1585).
Баща му Кристоф Кевенхюлер купува през 1542 г. замъка Ландскрон (до Филах).
Бартоломеус Кевенхюлер, наричан също Бартлме, посещава като момче през 1549 г. гимназията в Падуа. След смъртта на баща му през април 1557 г. той започва да пътува до Франция, Испания, Италия и в Светите земи и събира сведения за своя дневник. През 1562 г. се връща в къщи и се установява в управлението на своите имения.
Бартоломеус Кевенхюлер купува през 1585 г. селското имение Велден на езерото Вьортерзе в Каринтия и построява през 1590 г. дворец Велден (за 23 000 гулден).

Бартоломеус Кевенхюлер става „ландес-хауптман“ на Каринтия и говорител на народното събрание. Той става имперски фрайхер на 16 октомври 1566 г. Император Рудолф II издига Бартоломеус заедно с брат му Ханс на 19 юли 1593 г. на имперски граф. 
Бартоломеус построява в именията си две вили в стил Ренесанс. Той е един от ръководителите на евангелското движение в Каринтия и създава печатница в Ландскрон, където са отпечатани почти 16 000 евангелски библии. През 1606 г. той наследява умрелия си брат Йохан, службите императорски камер-хер и таен съветник.
Император Фердинанд II конфискува именията Ландскрон и Велден през „Гегенреформата“, когато протестантските фамилии с фамилията Кевенхюлер 1629 г. напускат Австрия. Именията Ландскрон и Велден отиват през 1639 г. в ръцете на граф Зигизмунд Лудвиг фон Дитрихщайн и остават във фамилията Дитрихщайн до нейното измиране през 1861 г.
Бартоломеус Кевенхюлер умира на 73 години на 16 август 1613 г. в Шпитал на Драва, Каринтия. Наследен е от синът му Франц Кристоф фон Кевенхюлер, който става 1609 г. католик и също дълги години представя Виенския двор като пратеник в Испания.

## Фамилия
Първи брак: на 5 февруари 1570 г. във Филах с Анна Граф фон Шеренберг и Голдег (* 28 август 1554; † 16 януари 1580, Клагенфурт). Те имат децата:
- Барбара Кевенхюлер (* 3 февруари 1571, Филах; † 3 март 1618, Грац), омъжена на 15 ноември 1587 г. в Клагенфурт за Георг цу Щубенберг († 21 април 1630, Регенсбург)
- Елизабет Кевенхюлер (* 28 януари 1573, дворец Ландскрон; † 27 октомври 1587, погребана в „Якобс-църквата“, Филах)
- Анна Кевенхюлер (* 26 декември 1574, Клагенфурт; † 25 юли 1597, погребана в „Якобс-църквата“, Филах)
- Ева Кевенхюлер (* 27 декември 1576, Клагенфурт; † сл. 2 декември 1597), омъжена на 28 февруари 1592 г. за фрайхер Волф фон Заурау († пр. 11 март 1613)

Втори брак: на 4 февруари 1582 г. с графиня Бланка Лудмила фон Турн и Валсасина (* ок. 1562; † 16 януари 1595), дъщеря на граф Франц фон Турн и Валсасина (1508/1509 – 1586) и графиня Барбара Шлик фон Пасаун († 1581). Те имат децата:
- Кристоф Кевенхюлер (* 18 февруари 1583, Клагенфурт; † 13 декември 1584)
- Ханс Бернхард Кевенхюлер (* 15 май 1584, Клагенфурт; † 2 май 1591, Ландскрон)
- Анна Мария Кевенхюлер (* 21 юни 1585, Клагенфурт; † сл. 31 юли 1621), омъжена I. на 30 ноември 1608 г. в Линц а. Д за Георг Вилхелм Йоргер цу Толет († август 1617), II. на 2 май 1619 г. за Хелмхарт Йоргер († 1 януари 1631)
- Франц Кристоф фон Кевенхюлер (* 21 февруари 1588, Клагенфурт; † 13 юни 1650, Баден при Виена, погребан в Шорфлинг, Алтергау), 1623 г. рицар на Ордена на Златното руно, женен I. 6 май 1613 г. за фрайин Барбара Тойфелин цу Гундерсдорф (* ок. 1595; † 3 октомври 1634), II. на 25 февруари 1635 г. във Виена за графиня Сузана Елеонора Колонич († ок. 30 март 1678)
- Бартоломеус Кевенхюлер (* 27 март 1589, Клагенфурт; † 3 септември 1590)
- Салома вон Кевенхюлер (* 14 юли 1590, Клагенфурт; † 7 юли 1650, Регенсбург), омъжена на 1 февруари 1613 г. в Клагенфурт за граф Кристоф III фон Виндиш-Грец († 4 февруари 1628)
- Регина Кевенхюлер (* 1 ноември 1591, Клагенфурт; † 17 юни 1593)
- Елизабет Кевенхюлер (* 5 май 1593, Клагенфурт; † 3 март 1596)

Трети брак: на 4 февруари 1596 г. в Клагенфурт с Регина фон Танхаузен (* 6 юни 1569, Грац; † сл. 8 юни 1624), вдовица на братовчед му фрайхер Зигизмунд Кевенхюлер цу Вернберг (* 21 ноември 1558, „Ст. Мартин“ до Филах; † пр. 1 юни 1594), дъщеря на Паул фон Танхаузен и Амалия фон Дагсберг. Те имат децата:
- Йохан Кевенхюлер (* 30 май 1597, Клагенфурт; † 4 август 1632, убит в битка в Нюрнберг), господар на Ландскрон, женен на 1 юни 1624 г. в Ридау за Мария Елизабет фон Дитрихщайн (* 25 юни 1607; † 1 септември 1662)
- Бернхард Кевенхюлер (* 28 юни 1599, Филах)
- Якоб Кевенхюлер (* 3 юни 1600, Велден; † 26 септември 1600)
- Амалей Кевенхюлер (* 6 май 1602, Филах; † 17 юли 1608, Франкенбург)
- Кристина Кевенхюлер (* 11 май 1607, Велден; † 11 май 1607, Велден)
- Кристоф Кевенхюлер (* 11 май 1607, Велден; † 11 май 1607, Велден)